# Plymouth (Florida)
Plymouth es un área no incorporada y antiguo lugar designado por el censo ubicado en el condado de Orange en el estado estadounidense de Florida.

## Geografía
Plymouth se encuentra ubicada en las coordenadas 28°41′32″N 81°32′50″O / 28.69222, -81.54722.